# 35 Левкотеја
35 Левкотеја (лат. 35 Leukothea) је астероид главног астероидног појаса. Приближан пречник астероида је 103,11 km,
а средња удаљеност астероида од Сунца износи 2,991 астрономских јединица (АЈ).
Инклинација (нагиб) орбите у односу на раван еклиптике је 7,934 степени, а орбитални период износи 1890,296 дана (5,175 година). Ексцентрицитет орбите астероида износи 0,227.
Апсолутна магнитуда астероида износи 8,50 а геометријски албедо 0,066.
Астероид је откривен 19. априла 1855. године.